# Hora secuencial
Una hora secuencial es aquella en la que los números que la expresan forman una secuencia normal, como por ejemplo, 1:02:03 4/5/06 (dos minutos y tres segundos después de la 1 de la madrugada del 4 de mayo de 2006 -o el 5 de abril de 2006 en Estados Unidos- o la misma hora y fecha en el año "06" de cualquier otro siglo). Todos los días aparecen horas secuenciales con expresiones más cortas, como 1:23:45 o 12:34:56; mientras que tiempos secuenciales más largos, como 12:34:56 8/7/90 o 01:23:45 6/7/89. Estas secuencias dependen del formato de fecha que se utilice: lógicamente, el formato mes/día producirá resultados diferentes a los del formato día/mes.
Este concepto no se limita a la simple aparición de cifras consecutivas. También se pueden encontrar otras secuencias, como los números decimales de las constantes matemáticas Π (3/14/1592), e (7/2/1828) y la raíz cuadrada de dos (4/1/1421). Secuencias numéricas como la sucesión de Fibonacci (1/1/2358) también se pueden encontrar en expresiones horarias.
Estas fechas son particularmente populares entre las parejas que se casan y buscan fechas únicas para su boda y aniversario. Las fechas con números repetidos, como el 7 de julio de 2007 "7/7/07", también son populares.
Así mismo, se pueden considerar tiempos palindrómicos, como por ejemplo 10:02:10 del 01/11/2001 (dos minutos y diez segundos después de las 10 a. m. del 11 de enero de 2001 en algunas partes del mundo que utilizan el formato "mes/día") fue la primera secuencia de tiempo completamente palindrómica del siglo XXI. La última secuencia de tiempo palindrómica fue a las 02:02:10 del 01/11/2020 (dos minutos y veintiún segundos después de las 2 a. m. del 11 de enero de 2020 en la mayor parte del mundo).
Se produjo un tiempo secuencial durante el Día de π el 14/03/15 a las 9:26:53.58979... siguiendo la secuencia de pi en todos los dígitos.

## Eventos históricos
- La Ley seca terminó en Finlandia el 5 de abril de 1932 a las 10 a. m. (5.4.32 10 en punto)[3]
- El desastre nuclear de Chernóbil se produjo el 26 de abril de 1986 a las 01:23:45 MSK (UTC +3).
- Los Juegos Olímpicos de Pekín comenzó el 8 de agosto de 2008 a las 8.08:08 p. m. (8 es considerado un número de la buena suerte en China)